# Zyginama coahuilensis
Zyginama coahuilensis är en insektsart som beskrevs av Dietrich och Dmitry A. Dmitriev 2008. Zyginama coahuilensis ingår i släktet Zyginama och familjen dvärgstritar. Inga underarter finns listade i Catalogue of Life.